# Risnjak
A Risnjak egy hegység és nemzeti park Horvátországban, Gorski kotar területén.

## Fekvése
Risnjak a Dinári-Alpok hegyeihez tartozik. Ez a legszűkebb hegyi küszöb Pannónia és a Tengermellék között, mintegy harminc kilométer széles.

## Neve
A Risnjak-hegység nevét a hiúzról kapta, amely erdőit lakja.

## Éghajlata
A hegység éghajlata hegyvidéki, sok csapadékkal.

## Leírása
A Risnjak legjelentősebb csúcsai a következők: Veliki Risnjak (1528 m), Snježnik (1506 m), Északi Mali Risnjak (1434 m) és Déli Mali Risnjak (1448 m) magassággal. A Risnjak alatt fakad a Kulpa folyó, a Horvát Köztársaság egyik legtisztább folyója.
A Veliki Risnjak az egyik legszebb horvát csúcs, a második legmagasabb Gorski Kotarban, csak 6 méterrel alacsonyabb, mint Bjelolasica. 1952-ben feliratot véstek a Veliki Risnjak legfelső sziklájára Schlosser és Vukotinović, a Risnjak kutatói emlékére. A hegység egész területét gazdag és változatos növényvilág és érdekes vadvilág jellemzi, ezért nemzeti parkként védett.
A csúcsról minden oldalra nyílik kilátás. Láthatjuk a Rijekai-öblöt, a Krk-szigetet, az Učka, a Ćićarija, a Snježnik, a szlovén Snežnik hegységeket, a Lokvarsko-tavat, a Bjelolasica és a Velebit hegységeket és a csúcs alatti nyeregben a Schlosser-házat.
Különösen festőiek a Veliki Risnjak fehéres sziklái, amelyek függőlegesen, több tíz méterrel emelkednek. A csupasz sziklákon az esővíz korróziója okozta bordás repedések láthatók. Ez a jelenség a Dinári-karszt északnyugati részén az egyik legkifejezettebb. A karsztos kőzet kifejezettebb azokon a helyeken, ahol a mészkő kőzettömeg dominál. Jól látható különbség van Veliki Risnjak, amely dolomitrétegű közép-jura mészkövekből épült fel, és a Mali Južni Risnjak között, ahol az alsó jura sötétebb dolomitjai és mészkövei láthatóak a felszínen.

## Növényvilág
A Risnjakot illír bükk (Fagetum illyricum abietotosum) és a fenyőerdők borítják, amelyeket 1240 m magasságtól szubalpin bükkösök (Fagetum croaticum subalpinum) váltanak fel.

## Állatvilág
A hegység faunája között kiemelkedik a zerge (Rupicapra rupicapra) és 1974-ben a hiúzokat (Lynx lynx) is újra telepítették.